# Pachycormus (Fischgattung)
 Pachycormus  ist eine Gattung ausgestorbener mariner Knochenfische aus dem Unterjura von Europa. Louis Agassiz stellt die Gattung 1833 auf. Sie ist der Typus der Familie Pachycormidae.

## Merkmale
Pachycormus gehört zu den Pachycormiformes, eine ausgestorbene Ordnung der Strahlenflosser (Actinopterygii). Sein Körper ist spindelförmig und robust. Weitere Merkmale sind das Fehlen der Bauchflossen und die Position der unpaaren Flossen (die Rückenflosse liegt komplett vor der Afterflosse). Am vorderen Teil des Schädels befindet sich eine prägnante frontoparietale Aufwölbung. Pachycormus konnte eine Länge von über einem Meter erreichen.

## Lebensweise
Aufgrund der dicht bezahnten, einzelnen Zahnreihe und der nadelartigen kleinen Zähne wird davon ausgegangen, dass sich Pachycormus von Fischen ernährte. Auch Kopffüßer gehörten zu seiner Ernährung. Eine starke homozerke Schwanzflosse ermöglichte ihm schnelles Schwimmen in tiefen Gewässern.

## Systematik
Pachycormus gehört zur Familie der Pachycormidae und somit zu den Knochenfischen (Osteichthyes), nicht jedoch zu den Echten Knochenfischen (Teleostei).

### Liste der bekannten Arten
- Pachycormus acutirostris (Agassiz, 1844)
- Pachycormus bollensis (Quenstedt, 1858)
- Pachycormus curtus (Agassiz, 1843)
- Pachycormus elongatus (Sauvage, 1875)
- Pachycormus intermedius (Agassiz, 1844)
- Pachycormus macropterus (De Blainville, 1818)

## Literatur

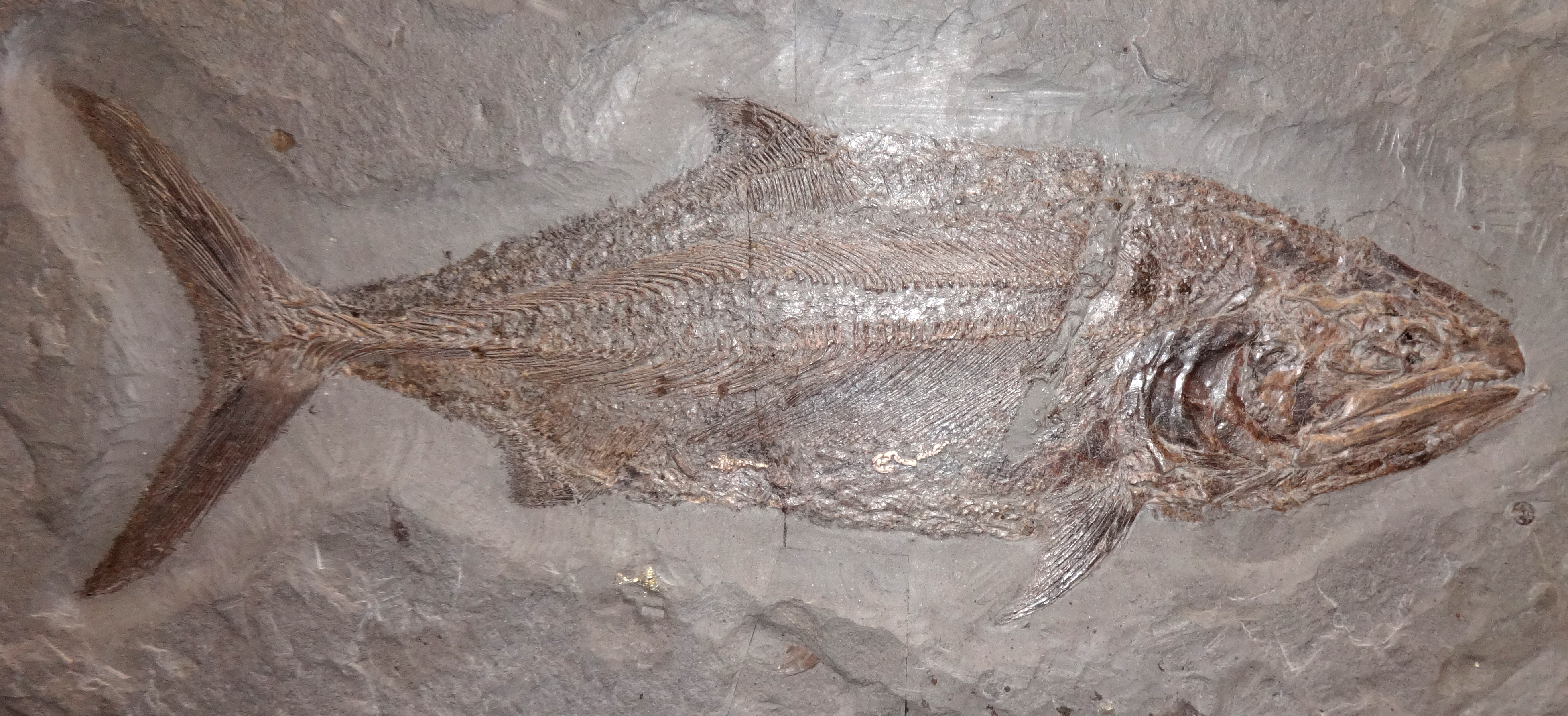
Pachycormus curtus, Sammlungsnummer SMNS 55300